# Élisabeth Janvier
Élisabeth Janvier, est une traductrice, dramaturge et actrice française, née le 21 novembre 1932 à Chinon et morte le 31 janvier 1991 dans le 10e arrondissement de Paris,. Elle est l'épouse de Paul Savatier (1931-2018), comédien, romancier et auteur de séries télévisées.

## Œuvres
- Braises, éditions des femmes, 1980[4].
- Les Anges[5], éditions des femmes, 1982.
- Embarquement immédiat, éd. Les ennemis de Paterne Berrichon, 1995.
- Étirement, éd. Les ennemis de Paterne Berrichon, 2000.
- Rude journée pour le pape, éditions du Laquet, 2001.

## Auteurs traduits
Liste non exhaustive
- Edward Albee
- John Berger
- Archie Fairly Carr
- Constantin Stanislavski
- Ira Levin
- Anaïs Nin
- Olive Schreiner
- Wole Soyinka
- Tom Stoppard
- Virginia Woolf

## Filmographie
- Tante Blandine (1983) (TV) : la dame patronnesse
- Les fiançailles de feu (1981) (TV) : Mme Pinarde
- Au plaisir de Dieu  (1977) (TV) : Guénolé, comtesse Henri de Plessis-Vaudreuil